# Дашевский, Яков Сергеевич
Яков Сергеевич Дашевский (18 апреля 1902, Херсон, Российская империя — 25 августа 1972, Москва, СССР) — советский военачальник, генерал-лейтенант (31.10.1944), кандидат военных наук (25.06.1953), доцент по кафедре оперативного искусства (21.01.1950).

## Начальная биография
Родился 18 апреля 1902 года в Херсоне. Окончил 4-классную еврейскую школу, работал слесарем и токарем по металлу на заводе сельскохозяйственных орудий в Херсоне, с июня 1919 года — телефонистом в Управлении водного транспорта Нижнего Днепра и Чёрного моря.

## Военная служба

### Межвоенный период
В мае 1921 года добровольно вступил в РККА и направлен курсантом в Военную электротехническую школу в городе Сергиев Посад, при её реорганизации в 1926 году переведен в Ленинградскую военную школу связи. В сентябре окончил последнюю и назначен в отдельную роту связи 14-го стрелкового корпуса УВО в город Киев на должность командира взвода учебной школы.
С февраля 1930 года служил в той же должности в отдельной роте связи 45-й стрелковой дивизии. В марте командирован на разведывательные КУКС при IV управлении Штаба РККА, по их окончании с июля служил в Разведывательном управлении РККА помощником начальника части и начальником сектора 3-го отдела.
В 1931 году вступил ВКП(б).
С марта 1933 по май 1934 года учился в Военной академии РККА им. М. В. Фрунзе (окончил по 1-му разряду), затем вновь служил в Разведывательном управлении Красной армии начальником сектора 3-го отдела, помощником начальника 5-го отдела и заместителем начальника 6-го отдела.
С июня 1939 года майор Дашевский был старшим преподавателем по радиотехнике КУКС связи РККА, с ноября — младшим преподавателем в Военной электротехнической академии РККА им. маршала Советского Союза С. М. Буденного.
В декабре 1939 года командирован на Северо-Западный фронт, где был офицером связи Генштаба при 8-й армии, с января 1940 года — начальником штаба 155-й стрелковой дивизии. Указом ПВС СССР от 19 мая 1940 года за боевые отличия он был награждён орденом Красной Звезды. По окончании боевых действий в марте 1940 года зачислен слушателем в Академию Генштаба РККА.

### Великая Отечественная война
С началом Великой Отечественной войны Дашевский был выпущен из академии и 10 июля 1941 года назначен начальником штаба 273-й стрелковой дивизии ОдВО, формировавшейся в городе Днепродзержинск. С 5 августа она вошла в Резервную армию (с 14 августа — в составе Южного фронта) и участвовала с ней в тяжелых боях на днепропетровском плацдарме. В том же месяце полковник Дашевский вступил в командование 273-й стрелковой дивизией. 25 августа Резервная армия была переформирована в 6-ю (2-го формирования), и в её составе дивизия принимала участие в оборонительных боях по левому берегу Днепра северо-западнее Днепропетровска. 28 сентября на реке Самара полковник Дашевский был ранен в ногу и оказался в окружении. В течение трех суток пролежал в копне, затем был подобран местными крестьянами из совхоза им. Петровского и до 19 октября скрывался у них со своим порученцем. После этого переоделся с ним в гражданское белье и направился на Константиновку и далее на Артемовск. 29 октября 1941 года вышел в расположение частей 15-й стрелковой дивизии полковника А. Ф. Слышкина, откуда переведен в штаб 12-й армии.
После проверки находился на лечении в госпиталях Ворошиловграда и Сталинграда. После выздоровления 1 февраля 1942 года назначается командиром 333-й стрелковой дивизии, которая в составе 9-й армии вела упорные бои по овладению населенными пунктами Никольское и Христище (в районе г. Славянск). С 12 марта её части вели наступательные бои в направлении ж.-д. станции Черкасская, в упорных боях они овладели населенным пунктом Знаменка Сталинской области. В апреле дивизия занимала оборону на рубеже Барвенково — Никополь. В ходе начавшегося Харьковского сражения 17 мая 1942 года противник перешел в наступление, прорвал оборону дивизии и вынудил её отойти на левый берег реки Северский Донец.
13 мая 1942 года Дашевскому присвоено звание генерал-майор.
С 25 мая генерал-майор Дашевский исполнял должность начальника штаба 9-й армии Южного фронта. 24 июня откомандирован в распоряжение Военного совета фронта и в июле назначен заместителем начальника штаба фронта по ВПУ. С 8 августа 1942 года исполнял должность начальника штаба Донской оперативной группы Северо-Кавказского фронта, с 25 августа — Северной группы войск Закавказского фронта. В этих должностях принимал участие в битве за Кавказ, в Армавиро-Майкопской, Новороссийской, Моздок-Малгобекской и Нальчикско-Орджоникидзевской оборонительных операциях. 18 ноября 1942 года он был отстранен от должности и зачислен в распоряжение командующего войсками фронта, затем в декабре назначен заместителем командующего 47-й армии.
С 3 февраля 1943 года исполнял должность начальника штаба этой армии. В январе — первой половине марта 1943 года в составе Северо-Кавказского фронта (с 6 февраля) участвовал с ней в наступательных боях в районе Новороссийска в направлении станицы Крымская.
С 7 по 16 марта 1943 года генерал-майор Дашевский временно командовал 58-й армией этого же фронта, которая в это время принимала участие в Краснодарской наступательной операции. С её завершением и возвращением прежнего командующего генерал-лейтенанта К. С. Мельника зачислен в распоряжение Военного совета Закавказского фронта, затем ГУК НКО.
С 7 апреля 1943 года и до конца войны занимал должность начальника штаба 51-й армии. Воевал с ней в составе войск Южного, с октября 1943 года — 4-го Украинского, с июля 1944 года — 1-го, а с февраля 1945 года — 2-го Прибалтийских фронтов. В июле — сентябре 1943 года её войска в составе Южного фронта вели наступательные бои на дебальцевском и запорожском, а в октябре — мелитопольском направлениях. С 20 октября армия была подчинена 4-му Украинскому фронту, а в начале ноября она частью сил форсировала Сиваш и овладела плацдармом на его южном берегу. Весной 1944 года её соединения принимали участие в Крымской наступательной операции, в освобождении Севастополя. 20 мая армия была выведена в резерв Ставки ВГК и перегруппирована в район Полоцка и Витебска. С 1 июля она вошла в состав 1-го Прибалтийского фронта и участвовала в Белорусской, затем Прибалтийской наступательных операциях (на паневежско-митавском и шяуляйско-мемельском направлениях). В начале 1945 года её соединения занимали оборону на либавском направлении, в конце января — начале февраля провели частную операцию по расширению плацдармов на правом берегу реки Барта. В феврале — апреле армия в составе 2-го Прибалтийского фронта (со 2 февраля) сковывала противника, препятствуя его эвакуации из Курляндии.

### Послевоенная карьера
После войны с 9 июля 1945 года генерал-лейтенант Дашевский исполнял должность начальника штаба УрВО.
В январе 1946 года переведен в Высшую военную академию им. К. Е. Ворошилова, где исполнял должность старшего преподавателя, а с июля 1947 года — заместитель начальника кафедры оперативного искусства, с сентября 1956 года — курсового руководителя и старшего преподавателя кафедры стратегии и оперативного искусства, с февраля 1958 года — вновь заместитель начальника кафедры оперативного искусства.
Автор многих работ по оперативному искусству.
17 мая 1965 года уволен в отставку, проживал в Москве.
Скончался 25 августа 1972 года, похоронен на Новодевичьем кладбище (Колумбарий Новой, Новейшей территорий, 125 секция, место 19-1).

## Награды
СССР
- орден Ленина (1946)
- четыре ордена Красного Знамени (01.04.1943[3], 03.11.1944, 09.12.1944, 1952)
- орден Кутузова I степени[4] (16.05.1944)
- орден Кутузова II степени[5] (17.09.1943)
- орден Богдана Хмельницкого II степени[6][7] (19.03.1944)
- орден Красной Звезды (19.05.1940)
- Медали, в том числе:
  - «За оборону Кавказа»
  - «За победу над Германией в Великой Отечественной войне 1941—1945 гг.»

## Сочинения
- Дашевский Я. С. Организация и проведение оперативной маскировки. // Военно-исторический журнал. — 1980. — № 4. — С.46-52.